# Museo filetico
Il Museo filetico (in tedesco: Phyletisches Museum) è un museo di storia naturale di Jena, Germania. È stato fondato il 28 agosto 1907 dal biologo, zoologo, filosofo, nonché artista tedesco Ernst Haeckel il quale lo donò all'Università di Jena il 30 luglio 1908 in occasione del 350º anniversario dell'università.
Le mostre nel museo vengono finanziate dai donatori. La prima mostra permanente venne inaugurata nel 1912 da Ludwig Plate che succedette come direttore a Haeckel nel 1909. La storia delle collezioni risale al XVIII secolo al periodo in cui Johann Wolfgang von Goethe curava le collezioni anatomiche-zoologiche degli esemplari più importanti.
In occasione della "Lunga Notte della Scienza" (Long Night of Sciences) a giugno 2012 il museo ha iniziato l'affissione dei codici QRpedia per illustrare le specie e i dettagli delle varie collezioni.

## Collezioni
Il museo oggi fa parte dell'Istituto di Zoologia sistematica e Biologia evoluzionistica presso l'Università di Jena. Ospita diverse mostre zoologiche e paleontologiche che comprendono più di 500.000 esemplari, ma non è solo un museo di storia naturale, infatti è stato, fin dall'inizio, un luogo dedicato a illustrare lo sviluppo della vita. Le sue principali aree di interesse sono la filogenesi, la teoria dell'evoluzione e l'incontro di arte e natura. Le collezioni del museo servono come base di ricerca dell'Istituto, comprese l'anatomia dei cani e di altri mammiferi, e la morfologia, filogenesi e biodiversità degli insetti.

## Edificio
L'edificio del museo è stato costruito in stile Liberty. L'architetto fu Carl Dittmar mentre i piani di idee e gli schizzi sono di Haeckel. Oggi l'edificio è stato catalogato come un monumento storico. La facciata è stata ristrutturata nel 2007-2008; molti degli ornamenti andati distrutti nel 1950 sono stati fedelmente restaurati, compresi i dettagli dell'Albero della Vita nel timpano. Anche la piazza antistante il museo è stata ristrutturata nel 2011-2012 e dotata di una fontana.